# Бад Пирмонт
Бад Пирмонт (њем. Bad Pyrmont) град је у њемачкој савезној држави Доња Саксонија. Једно је од 8 општинских средишта округа Хамелн-Пирмонт. Према процјени из 2010. у граду је живјело 20.920 становника. Посједује регионалну шифру (AGS) 3252003.

## Географски и демографски подаци
Бад Пирмонт се налази у савезној држави Доња Саксонија у округу Хамелн-Пирмонт. Град се налази на надморској висини од 90-376 метара. Површина општине износи 62,0 km². У самом граду је, према процјени из 2010. године, живјело 20.920 становника. Просјечна густина становништва износи 338 становника/km².

## Међународна сарадња
| Мјесто | Држава  | Врста сарадње | Од    |
| ------ | ------- | ------------- | ----- |
| Анцио  | Италија | партнерство   | 1958. |
| Извор  |         |               |       |